# Benadalid
Benadalid település Spanyolországban, Málaga tartományban. Benadalid Alpandeire, Jubrique, Benalauría, Cortes de la Frontera, Jimera de Líbar és Atajate községekkel határos. Lakosainak száma 234 fő (2024).

## Népesség
A település népessége az elmúlt években az alábbi módon változott:
| Lakosok száma | 270  | 258  | 255  | 257  | 262  | 253  | 223  | 215  | 239  | 234  |
|               | 2001 | 2004 | 2007 | 2009 | 2012 | 2014 | 2017 | 2019 | 2022 | 2024 |